# クリシュナ・デーヴァ・ラーヤ
クリシュナ・デーヴァ・ラーヤ（カンナダ語：ಶ್ರೀ ಕೃಷ್ಣ ದೇವರಾಯ, テルグ語：శ్రీ కృష్ణదేవ రాయలు, タミル語：கிருஷ்ணதேவராயன், 英語：Krishna Deva Raya, 1471年 - 1529年）は、南インドのヴィジャヤナガル王国、 トゥルヴァ朝の君主（在位：1509年 - 1529年）。クリシュナ・デーヴァラーヤ、クリシュナデーヴァラーヤとも表記される。
クリシュナ・デーヴァ・ラーヤはヴィジャヤナガル王国の最も偉大な君主とされ、その治世に王国はガジャパティ朝、ゴールコンダ王国、ビジャープル王国に輝かしい勝利をおさめたのみならず、経済的・文化的にも発展し、ヴィジャヤナガルに滞在していたフェルナン・ヌーネスやドミンゴス・パイスといったヨーロッパの旅行者から国民の幸せを願う君主という最大級の賛辞を送られるほどであった。彼は文化の保護者であったが、彼自身もまた文人であり、多くの文学作品を残している。
クリシュナ・デーヴァ・ラーヤは「カンナダ・ラージヤ・ラーマ・ラーマナ」（Kannada Rajya Rama Ramana, カンナダ帝国の主）、「アーンドラ・ボージャ」（Andhra Bhoja, アーンドラのボージャ）、「ムール・ラーヤラ・ガンダ」（Mooru Rayara Ganda, 三王の王）、といった称号を保持していた。一方、パイスの記録では、その称号は「王の中の王（ラージャーディラージャ）、インディア最大の領主の中の領主、三つの海と一つの大陸の領主」であった。

## 生涯

### 即位以前と即位

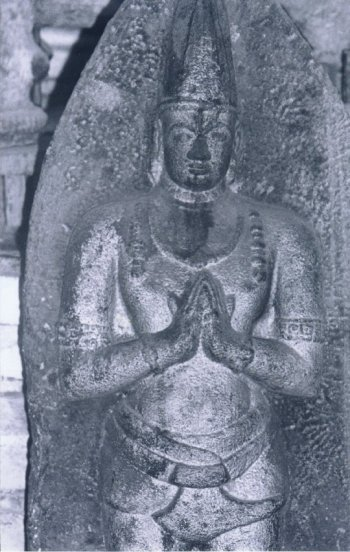
クリシュナ・デーヴァ・ラーヤ

1471年、クリシュナ・デーヴァ・ラーヤはヴィジャヤナガル王国の有力者トゥルヴァ・ナラサー・ナーヤカの息子として生まれた。
1491年、トゥルヴァ・ナラサー・ナーヤカは幼王ティンマ・ブーパーラとインマディ・ナラシンハ・ラーヤの摂政となり、王国の実権を握った。
1505年、兄ヴィーラ・ナラシンハ・ラーヤは主家であるサールヴァ朝から王位を簒奪し、新たに王国の第三王朝となるトゥルヴァ朝を創始した。
1509年、王朝の創始者である兄ヴィーラ・ナラシンハ・ラーヤその死の間際、8歳の息子に王位を継承させるため、最年長の弟クリシュナ・デーヴァ・ラーヤを盲目にするよう命じていた。だが、宰相サールヴァ・ティンマラサはこのとき、「仰せの通りにいたします」と嘘をつき、王として相応しいクリシュナ・デーヴァ・ラーヤを生かすためにヤギの眼をくり抜いて持っていった。
サールヴァ・ティンマラサはその眼を見せようとした際、ヴィーラ・ナラシンハ・ラーヤ死亡していたため、この嘘はばれなかった。そののち、クリシュナ・デーヴァ・ラーヤは推挙されて王位を継ぎ、7月26日にヴィジャヤナガルで即位式が挙げられた（この日はクリシュナの誕生日でもあった）。

### 南インドの平定
クリシュナ・デーヴァ・ラーヤは治世の初め、父トゥルヴァ・ナラサー・ナーヤカの代より徐々に回復傾向にあったヴィジャヤナガル王国の領土回復に努めた。
クリシュナ・デーヴァ・ラーヤは即位後まもなく、平定できずにいたウンマットゥール（マイソール地方）の反乱者ガンガ・ラーヤを討った。この人物は兄王の代から反乱を起こしており、その代には反乱の鎮圧が出来なかった。
その後も断続的ではあるが、クリシュナ・デーヴァ・ラーヤは領土である南インドの制圧に力を入れ、離反していた地域の回復に努めた。

### ガジャパティ朝との戦い

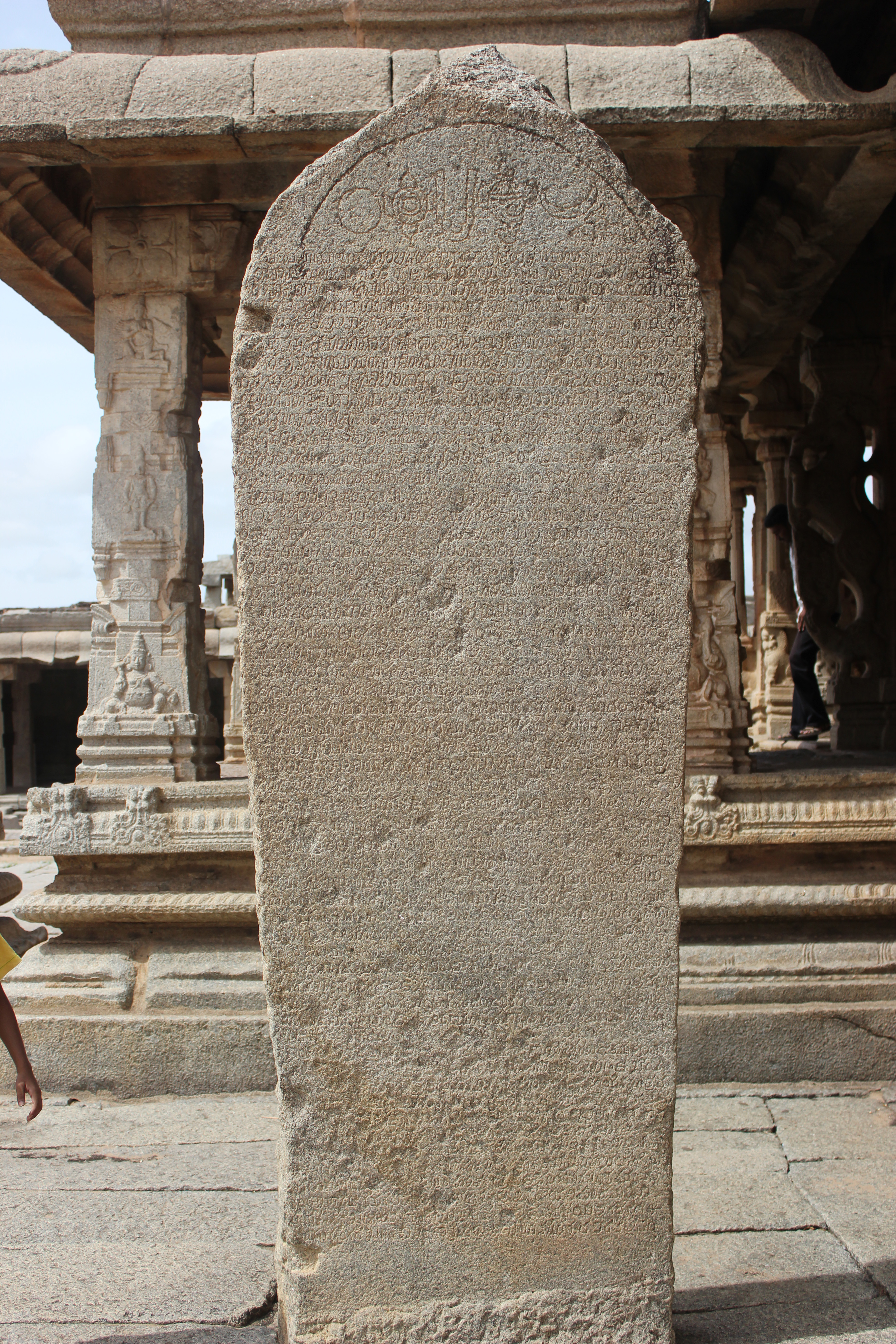
ガジャパティ朝への勝利が記されたカンナダ語の碑文（1513年、ハンピのクリシュナ寺院）

クリシュナ・デーヴァ・ラーヤはそののち、サールヴァ・ナラシンハの治世にオリッサのガジャパティ朝に奪われたウダヤギリの奪還を計画した。ヴィジャヤナガル王国とガジャパティ朝との戦いはじつに数十年に及ぶものであり、父トゥルヴァ・ナラサー・ナーヤカの時からは膠着していたが、その決着の時が迫りつつあった。
1512年、クリシュナ・デーヴァ・ラーヤはウダヤギリを攻め落とすために、自ら歩兵3万4000と騎兵400を以て進軍した。兵数の少なさの理由は、ウダヤギリは非常に堅固な城塞でありその道程には狭い道が一本しかなく、兵糧攻めにするほか方策がなかったからであった。彼は城への狭い一本道の道幅を広くしのみならず、ほかにも道を作って軍勢を通しやすくし、ウダヤギリ城を包囲した。
クリシュナ・デーヴァ・ラーヤは1年半も及ぶ長期にわたる包囲の末、敵を兵糧攻めで疲弊させ、1513年にウダヤギリを陥落させることに成功した。その包囲戦により、彼はオリッサ王の叔母（あるいは叔父）を捕え、ウダヤギリから一緒に連れて帰り、1514年にヴィジャヤナガルへと帰還した。
しかし、クリシュナ・デーヴァ・ラーヤはこれだけでは満足していなかった。まもなく、宰相サールヴァ・ティンマラサを呼び出し、次の遠征に出る旨を伝え、食糧を準備してし兵士に十分な給料を支払うように伝えた。
1515年、クリシュナ・デーヴァ・ラーヤはガジャパティ朝の主要都市であったコンダヴィードゥを攻めた。オリッサ王プラターパルドラはこの包囲を知ると、自ら象軍1300、騎兵2万、歩兵50万を率いて迎撃にやって来た。
クリシュナ・デーヴァ・ラーヤはこれを知ると「この市を攻めるよりも、王その人及びその軍隊と戦いたい。死はその後でゆっくり攻撃することが出来よう」、とコンダヴィードゥの包囲を解いて町を後にした。このとき、彼はコンダヴィードゥの住人が市を出て背後から襲わないよう、一部の軍隊を残したままにした。
そして、町から4グレア（距離の単位）前進したクリシュナ・デーヴァ・ラーヤは、浅瀬をつたってわたることのできる大きな川であったクリシュナ川に到達し、すでに対岸に布陣していたオリッサの軍勢と遭遇した。同様に対岸に布陣した彼はオリッサ王に対し、
| 「 | 「もし貴殿が世と戦う意思があるならば、自由に川を渡れるように2グレア後退する。しかし、貴殿がもし渡らない時は余が代わって川を渡り、攻撃を仕掛ける」 | 」 |

、との旨を伝えた。
これに対しオリッサ王からの返答はなかったが、戦いを仕掛けようと準備し始めたため、クリシュナ・デーヴァ・ラーヤはそれがオリッサ王の決意と考え、全軍を対岸に布陣するオリッサの軍に向けた。双方の軍勢は川を渡る最中に全面衝突し、両軍に大勢の死者が出た。だが、クリシュナ・デーヴァ・ラーヤは川を渡り、川岸で勇敢に戦ったため、オリッサ軍は負けて敗走した。このとき、ヴィジャヤナガル軍はオリッサ川から多数の馬と象を奪うことに成功した。
クリシュナ・デーヴァ・ラーヤは宰相サールヴァ・ティンマラサに「余の武力のほどをまだ経験していないあの要塞（コンダヴィードゥ城）に引き返そう」といい、コンダヴィードゥへと向かった。2ヶ月の渡る包囲の末、同年6月23日にコンダヴィードゥは陥落した。
その後、クリシュナ・デーヴァ・ラーヤはオリッサ王の追撃に戻り、その国土の多くを攻略し、破壊した。その際、王国の主要都市たるコンダパッリを3ヶ月にわたる包囲の末、人海戦術で攻略した。この都市にはオリッサ側の多くの王族と貴族がおり、そのうちオリッサ王の妻、第一王子、主要な王国の長官のうち7人はヴィジャヤナガルへと送らせた。
こうして、クリシュナ・デーヴァ・ラーヤはオリッサ王国の領土を100グレアに進撃し、ゴーダーヴァリ川を越え、1516年までに北東のシンハーチャラムまで平定したのち、最終的にラージャムンドリーに6ヶ月に滞在した。この間、オリッサ王に戦場でまみえるように伝えたが返答なく、彼は滞在中に町に立派な寺院を建設し、多数の所領（レンダ）を与え、碑文を刻み込んだ。その内容は、
| 「 | 「これらの文字が消えるころ、ようやくオリッサ王はヴィジャヤナガル王に戦いを挑むであろう。（消える前に）オリッサ王が自らこれらの文字を消すことがあれば、その時には王の奥方はヴィジャヤナガルの馬丁たちの嬲り者にされるであろう」 | 」 |

、というものであった。
その後、クリシュナ・デーヴァ・ラーヤはオリッサ王国から奪った領土の大半を寺院に寄進し、ヴィジャヤナガルへと帰還した。そののち、彼は捕虜にしていたオリッサの王子に剣術の試合を所望したが、自身ではなく家来を相手させたため、王子はこれを侮辱とみて自殺した。
この知らせはオリッサ王のもとにも届き、彼はここに来てようやく和睦への道を考えるようになった。オリッサ王は宰相サールヴァ・ティンマラサに「王子が死んだ今、クリシュナ・デーヴァ・ラーヤの手中にあるわが妻にはいかなる方法があるか?」との旨を送った。これに対し、サールヴァ・ティンマラサは「ご息女とクリシュナ・デーヴァ・ラーヤ王との結婚をお申し出なさい。そうすれば、クリシュナ・デーヴァ・ラーヤ王はあなた様の奥方様も土地も返すでしょう」と返答した。
クリシュナ・デーヴァ・ラーヤはこれを大いに喜び、オリッサ王の娘トゥッカが婚姻のためにヴィジャヤナガル王国に到着すると、オリッサ王と友好関係に入り、オリッサ側の捕虜とトゥンガバドラー川以北の土地を返還した。かくして、ヴィジャヤナガル王国とガジャパティ朝との戦いはここに終結した。

### ビジャープル王国との戦い

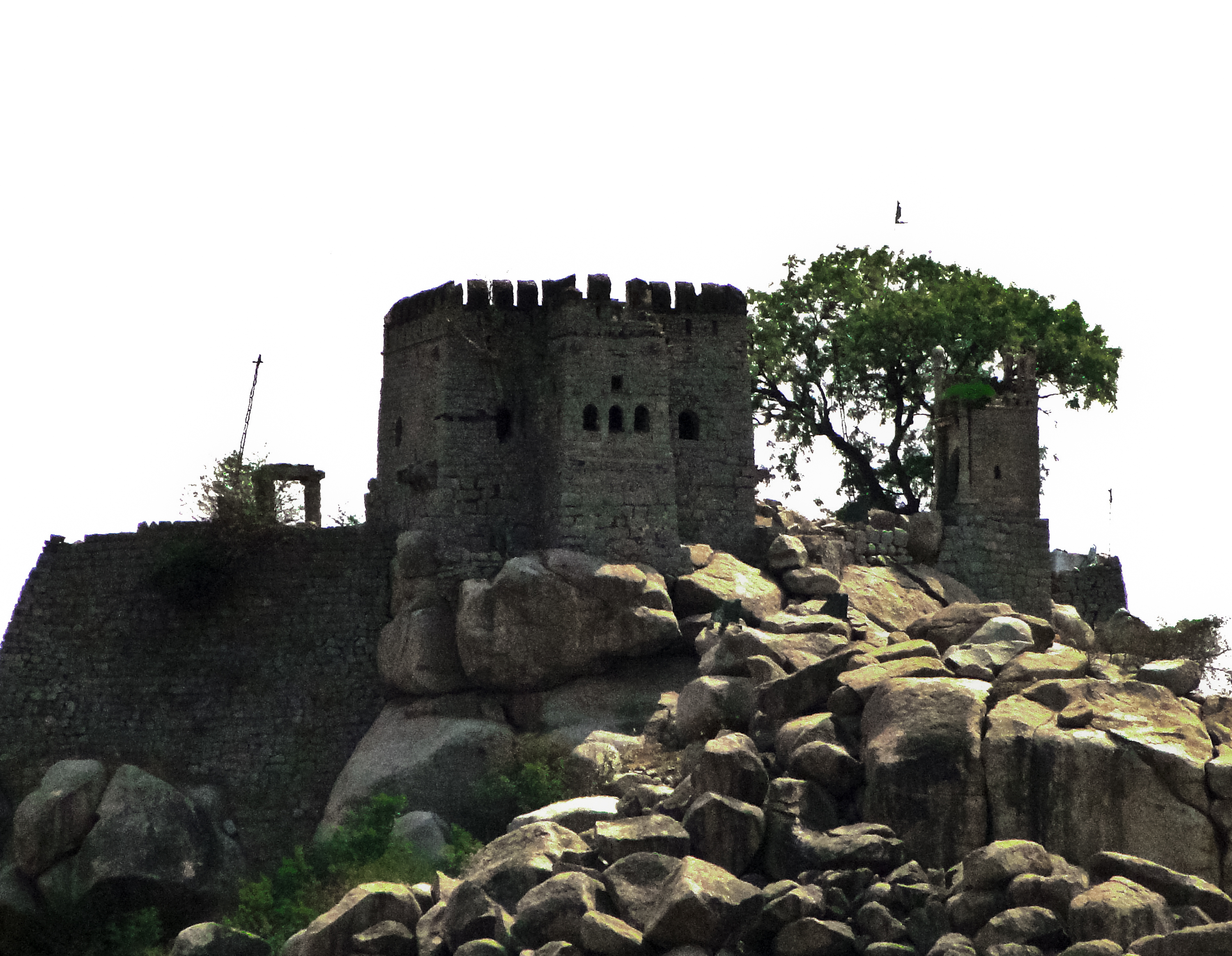
ライチュール、ライチュール城

ガジャパティ朝との戦いが終結したのち、同1516年にはゴールコンダ王国との戦争が行われたが、1519年から1520年までビジャープル王国との直接対決に突入した。当時西海岸にはポルトガル勢力が進出してきていたが、これに対してマラバール海岸への進出を黙認するかわりに、ビジャープル王国からライチュール地方を取り戻すための協力と、アラビアからの馬の補給を確保していた。
両国の係争地であるライチュール地方とその主要都市ライチュールは、クリシュナ・デーヴァ・ラーヤの父であるトゥルヴァ・ナラサー・ナーヤカはその奪還を試みようと奔走したが、和平が結ばれるところとなった。クリシュナ・デーヴァ・ラーヤは先王の代から続く和平をいかなる方法で破ってよいかわからなかった。
和平の条件の一つとしては「地主や地方長官あるいはその他悪人たちの誰かが反乱を起こした際、彼らが互いの土地に身を寄せた場合、双方は相手から要求されればその身柄を直ちに引き渡す」というものであった。サールヴァ・ティンマラサはすでにビジャープル王国がこれを破っているということを理由に和平を破棄することを進言したが、多くの廷臣らがこれに反対した。
1519年、クリシュナ・デーヴァ・ラーヤが馬の買い付けにゴアに行かせていたイスラーム教徒の男が4万パルダウ（通貨の単位）を全額着服し、ゴア付近のビジャープル領の村へと逃げ込む事件が発生した。ビジャープル王イスマーイール・アーディル・シャーは顧問の側近や法官などを招集し、この男がイスラーム法に通じておりムハンマド（サイイド）の子孫であることを理由に、ヴィジャヤナガル王国への送還を拒否することにした。
クリシュナ・デーヴァ・ラーヤはこの返答にひどく落胆したのち、和平協定は破られたと判断し、顧問の高官らを招集した。そして、ビジャープル側からの返信を読ませ、それが読み終えられたと同時に彼は、「もはや議論はやめて、全員準備せよ。余は報復する」といった。顧問らは当初は反対したが、王の強い決意を知ると反論をやめ、ライチュールへと進撃するように進言した。
まもなく、クリシュナ・デーヴァ・ラーヤは戦闘の準備を始めると同時に、バフマニー朝、ゴールコンダ王国、ベラール王国、アフマドナガル王国へとそれぞれ書簡を書き、ビジャープル王国と戦闘に至る経緯を伝えた。彼らはビジャープル王国を恐れて警戒していたため、「結構なことです。可能な限り援助しましょう」と返答した。クリシュナ・デーヴァ・ラーヤのこの行動は、彼らの軍勢はあてにしていなかったものの、ビジャープル側に回ることを恐れてのことであった。
クリシュナ・デーヴァ・ラーヤはこれほどに念を押したのち、自身の崇める偶像に供物を捧げたのち、歩兵と騎兵、象軍のすべてを以て進軍した。そして、ライチュールを長期にわたり包囲したのち、救援に駆け付けたビジャープル王の軍勢に激戦の末に勝利し、敵軍を敗走させた（ライチュールの戦い）。
クリシュナ・デーヴァ・ラーヤはライチュールに入城し、ビジャープルと講和が成立したのち帰還した。ヴィジャヤナガル王国は講和により、ライチュールとその地方一帯を支配するところとなった。このように、彼は即位してから1520年までの10年間に目覚しい戦果を上げ、王国の版図は拡大され、かつてないほど広大なものとなった。

### 宮廷の混乱・悲劇的な晩年

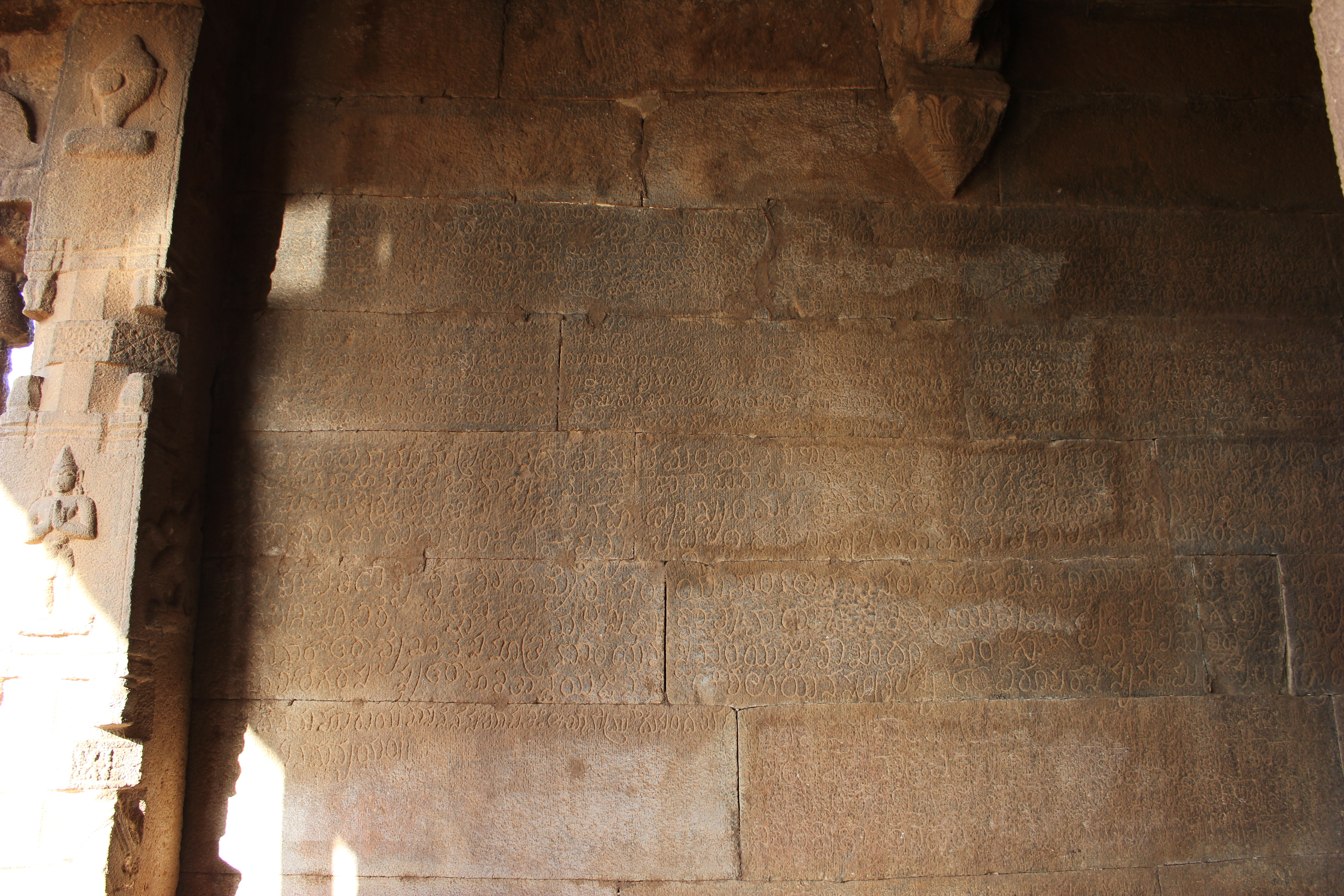
クリシュナ・デーヴァ・ラーヤの治世におけるカンナダ語の碑文（1524年）

クリシュナ・デーヴァ・ラーヤはこれらの輝かしい勝利ののち、すでに自身が老齢であることを悟り、彼はその身を休めようと考えた。
そして、1524年、クリシュナ・デーヴァ・ラーヤは自身の6歳の息子ティルマラ・ラーヤに譲位することにした。彼は王位と権力、称号をすべて返上したうえで息子に与えて宰相となり、宰相であるサールヴァ・ティンマラサは顧問となった。また、その息子は大領主（ダンダナーヤカ）となった。
クリシュナ・デーヴァ・ラーヤはティルマラ・ラーヤに位を譲ったのち、臣下としての敬礼を行い、新旧交代のすべてを終わらせると、王は大祝賀を行った。だが、8ヶ月にわたる大祝賀のさなか、ティルマラ・ラーヤは病で死んでしまった。
その死後、クリシュナ・デーヴァ・ラーヤは顧問となっていたサールヴァ・ティンマラサの息子がティルマラ・ラーヤに毒を盛ったという噂を聞き、王はこれを確信して憤慨した。彼はサールヴァ・ティンマラサと2人の息子を呼び出し、彼らの親戚や多数の長官が列席し敬礼しているときに、サールヴァ・ティンマラにこう話しかけた。
| 「 | 「余は常にそちを余の偉大な友として考えてきた。（略）この王国はそちが余にくれたものである。しかし、余はそうしてくれたことに恩義を感じてはいない」 | 」 |

さらに、クリシュナ・デーヴァ・ラーヤは兄王ヴィーラ・ナラシンハ・ラーヤが死の間際、自身の眼を盲目にするよう命じた際、サールヴァ・ティンマラサがそれを実行せずに王を欺いたことを叱責した。
| 「 | 「そういう次第で、そちは王（兄王）の命令を果たさなかった裏切り者だったのである。余が大いに目を掛けていたそちの子らも同様である。いま、余は余の子がそちとそちの子らが盛った毒で死んだと知った。よってそちたちを全員逮捕する」 | 」 |

クリシュナ・デーヴァ・ラーヤは彼ら父子3人を投獄したのち、後任の宰相を決め、混乱の収束を図ろうとした。だが、獄につながれていたサールヴァ・ティンマラサの息子ティンマ・ダンダナーヤカが脱獄し、彼の親戚である長官の援助により、戦を仕掛けるようになったため、混乱は続くことになった。
結局、クリシュナ・デーヴァ・ラーヤの派遣した大軍により、ティンマ・ダンダナーヤカは捕えられ、再び投獄された。王国ではバラモンは処刑されなかったため、サールヴァ・ティンマラサ父子は盲目にされた。

### ビジャープルの侵攻と死

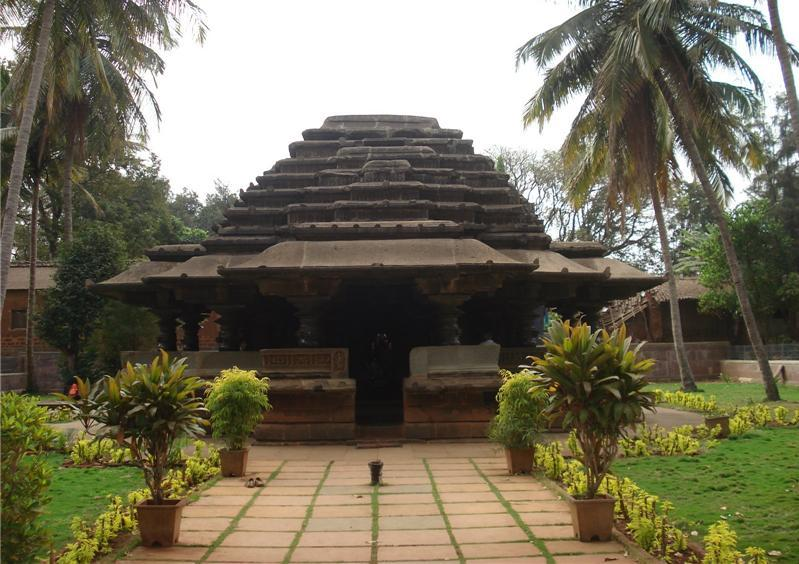
ベルガウムの寺院

1529年、勢力を立て直したビジャープル王国がこの混乱に乗じて、ヴィジャヤナガル領へと進撃し、ライチュール地方を奪取した。クリシュナ・デーヴァ・ラーヤはライチュール地方へと全速力で進み、軍を率いていたビジャープル王は彼が来ると知るとライチュールから逃げた。
クリシュナ・デーヴァ・ラーヤはビジャープル王に対し、
| 「 | 「あなた（ビジャープル王）は自分で誓った約束をすでに2回も破り、余と決めてあったことを果たさなかった。それゆえ余は戦いを挑み、力づくであなたを挑み、力ずくであなたを余の臣下となす。余はあなたからベルガウムを奪取しないうちはどこまでも追って行く」 | 」 |

、との旨を伝えた。
だが、雨期（モンスーン）が始まっていたため、クリシュナ・デーヴァ・ラーヤはそれ以上進軍することができず、首都ヴィジャヤナガルへと帰還した。帰還したのち、彼は火砲の準備を整えたばかりか、ゴアのポルトガル勢力に対して援助を要請する使節を派遣し、「ベルガウムを奪取すれば、ゴア本土は総督に与えよう」とまで伝えた。これはゴアの本土をベルガウムの長官が支配していたためである。
しかし、クリシュナ・デーヴァ・ラーヤは戦いの準備のさなか、病に斃れて死亡した。フェルナン・ヌーネスによると、その病は鼠蹊部と睾丸の病で、（殺害された王を除いて）ヴィジャヤナガルの王らは全員がこれで死んだのだという。

## 死後
クリシュナ・デーヴァ・ラーヤの死はヴィジャヤナガル王国の最盛期の終わりも意味していた。
クリシュナ・デーヴァ・ラーヤの死後、宰相ヴィーラ・ナラシンガ・ラーヤとクリシュナ・デーヴァ・ラーヤの娘婿ラーマ・ラーヤとの間で争いがあり、王位は弟のアチュタ・デーヴァ・ラーヤが継承した。彼は宰相ヴィーラ・ナラシンガ・ラーヤが起こした反乱を鎮圧し、兄王ライチュールの奪還を遺言に従い、ビジャープル王国からライチュール地方を取り戻した。
しかし、アチュタ・デーヴァ・ラーヤはその治世の晩年、ラーマ・ラーヤとその弟ティルマラ・デーヴァ・ラーヤに実権を奪われた。ラーマ・ラーヤの基本政策は国内を安定させるとともに、北方のデカン・スルターン朝を互いに抗争させて弱体化させるというものであったが、これは結果的に5王国を同盟させてしまい、1565年1月にラーマ・ラーヤは5王国連合軍とのターリコータの戦いで死亡した。
ヴィジャヤナガル王国の首都ヴィジャヤナガルは5王国連合軍に破壊され、クリシュナ・デーヴァ・ラーヤのもとに繁栄した都市は灰燼に帰し、これによりヴィジャヤナガル王国の衰退は決定的となった。
敗北後、ティルマラ・デーヴァ・ラーヤは南のペヌコンダに首都を遷し、1569年にはトゥルヴァ朝を廃してアーラヴィードゥ朝を創始した。だが、ビジャープル王国、ゴールコンダ王国の圧迫は強く、ヴィジャヤナガル王国が一時的復興を遂げるのはターリコータの戦いから20年後、王国最後の名君ヴェンカタ2世の治世のことであった。

## 内政・外政

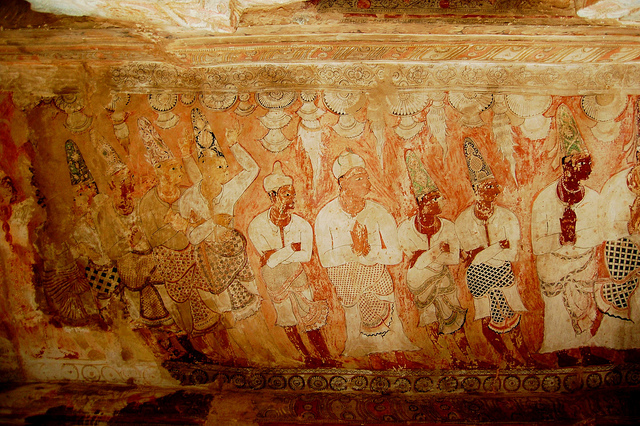
ナーヤカの壁画

クリシュナ・デーヴァ・ラーヤの治世にヴィジャヤナガル王国の版図は最大となり、国内は首都ヴィジャヤナガルをはじめ賑わい、王国には平和が広く行き届き大いに繁栄し、最盛期を迎えた。彼は王国の発展にも努め、国内では各地に都市に貯水池、川にはダムや堤防をつくり、商工業を奨励し、国内を安定させた。
さらに、クリシュナ・デーヴァ・ラーヤは税収の安定をはかるために、15世紀末にサールヴァ朝より成立しつつあったヴィジャヤナガル王国の領主層であるナーヤカに徴税させる「ナーヤカ制」を確立しようとした。これはナーヤカに自分の領地を知行地して改めて与え、徴税や世襲などの特権を認めるかわり、忠誠や納税、軍役奉仕などの義務を負わせるもので、任地替えもよく行われた。
対外貿易においては、綿花やさとうきびなど商品作物を栽培させ、西アジアやポルトガルとの交易でそれらを輸出させた。ポルトガルでは、ヴィジャヤナガル王国は「ビスナーガ」として知られていた。
クリシュナ・デーヴァ・ラーヤはポルトガルと積極的に交易を行い、西アジアからの軍馬の輸入を確保し、軍の維持に努めた。パイスによると、クリシュナ・デーヴァ・ラーヤの治世ヴィジャヤナガル王国は13000頭にもおよぶ軍馬を輸入し、その大部分はホルムズ島を経由していた。
対外貿易の成功の要因は、ヴィジャヤナガル王国内にはカリカットやマンガロールなど優れた外港が300以上も存在したからであり、これらの外港にはポルトガル人や西アジアのイラン人のみならず、アラビア半島、中国（明朝）、東南アジア諸国、アフリカからも交易目的の人々が来航し、ヴィジャヤナガル王国の外港はインドにおける貿易の中心地として非常ににぎわった。
これにより、国内には莫大な富が流れ込み、首都ヴィジャヤナガルをはじめとしてヴィジャヤナガル王国は多いに繁栄し、トゥルヴァ朝の時代、首都ヴィジャヤナガルの人口は48万を数え、明の首都である北京やオスマン帝国の首都イスタンブールの60万に次ぐ、世界有数の大都市であったことが知られる。

## 宗教政策

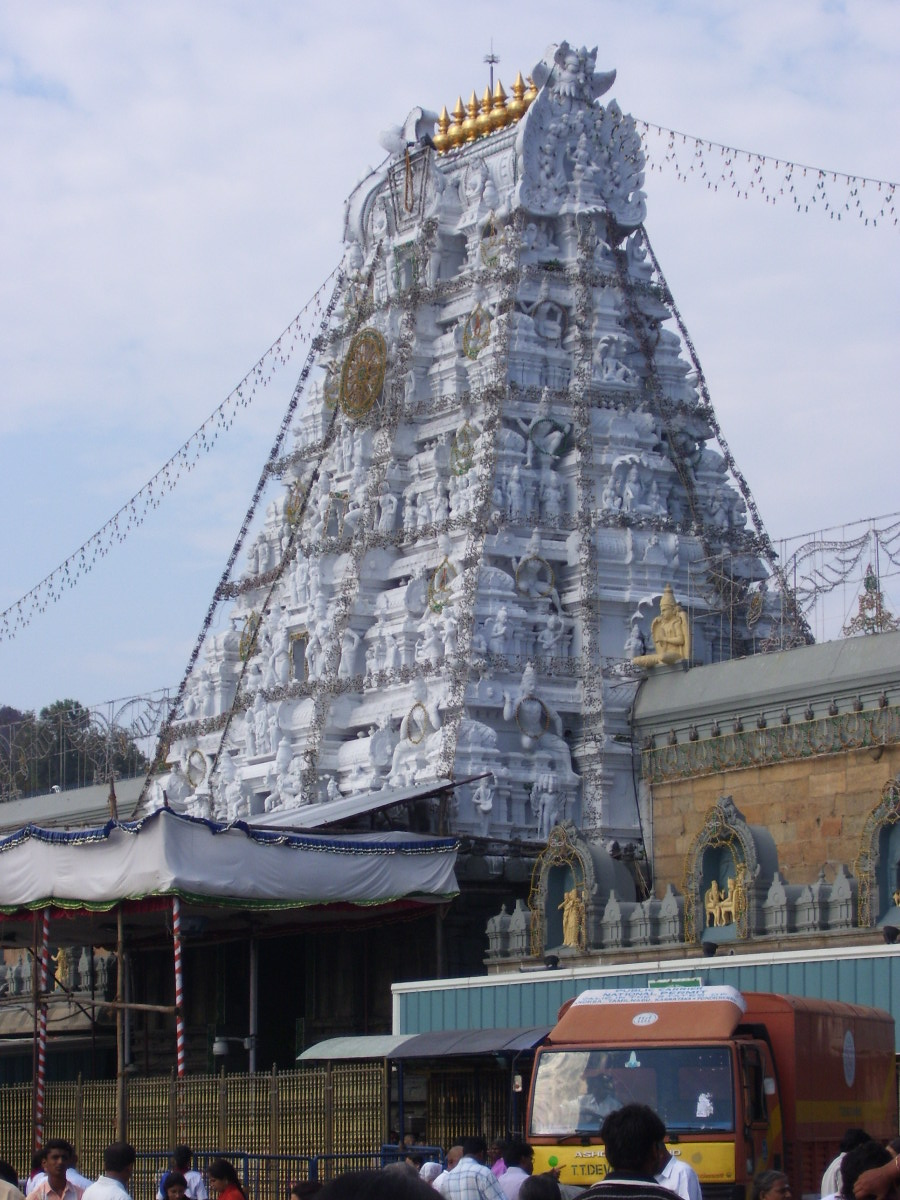
ティルパティにあるヴェンカテーシュヴァラ寺院

クリシュナ・デーヴァ・ラーヤはヴィシュヌ派ヒンドゥー教の信仰をもち、その聖地ティルパティのヴェンカテーシュヴァラ寺院をはじめとするヒンドゥー寺院を手厚く保護した。だが、彼は宗教に関してはとても寛容であり、国民にすべての宗教の信仰を許し、自身は「ヒンドゥーの王にしてスルターン」を名乗っていたほどだった。
ポルトガル商館に勤務していたバルボザは、ヴィジャヤナガル王国内には、正義と公正がゆきわたっていると賛辞を呈するとともに、寛容な宗教政策について、
| 「 | 「王は、キリスト教徒であるか、ユダヤ教徒であるか、ムーア人（イスラーム教徒のこと）か、異教徒かをなんら問うことなく、だれもがなんの煩わしいことなく自分の信条に従って行き来し、生きていくことができるような自由をゆるしている」 | 」 |

、と記録をのこしている。

## 個人的な業績

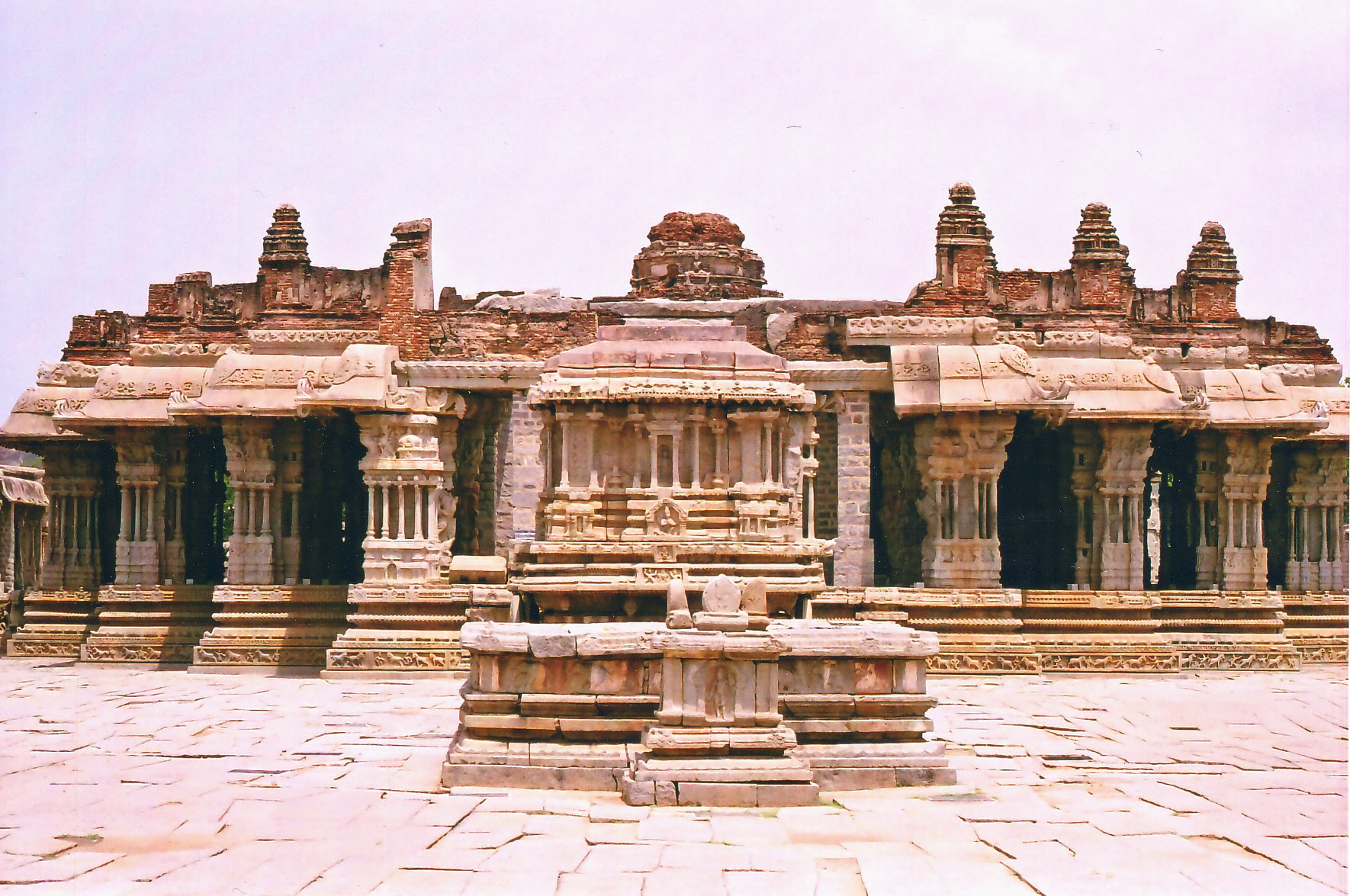
ハンピのヴィッタラ寺院。当時の文芸活動の中心地の一つであった。

クリシュナ・デーヴァ・ラーヤは文芸を愛好しこれを保護したが、彼自身もまた詩人でありすぐれたテルグ語やサンスクリット語の学者であった。彼は多くの著作を残したが、そのうちテルグ語の詩の代表作として「アームクタマールヤダ」が挙げられる。この詩には政治のあり方についての記述もみられ、一種の政体論になっている。
また、17世紀、ヴィジャヤナガル王国におけるアーラヴィードゥ朝の時代、クリシュナ・デーヴァ・ラーヤの言語録「ラーヤヴァーチャカム」がマドゥライ・ナーヤカ朝の下で編纂された。
またサンスクリット語の戯曲のなかで今日まで伝わっているものもある。彼の時代に、テルグ語の文学は、サンスクリット語の著作の模倣から独自の著作が生み出されるようになった。カンナダ語やタミル語の詩人たちも保護された。

## 王自身に関する記録
ドミンゴス・パイスは、クリシュナ・デーヴァ・ラーヤ自身に関して以下のように記している。
| 「 | 「王は中背で色が白く、よい肉付きをしていて、痩せているというよりはむしろ太り気味である。顔には天然痘の跡がある。彼は誰よりも恐れられているが、またこの上なく立派な人物であり、性質は快活で、非常に陽気である。外国人に対しては大変な敬意を示し、彼らにかかわる事柄についてはどんな身分のものであってもすべて快く受け入れる。偉大な支配者であり、厳しく正義を守る人であるが、激しい性格である」 | 」 |

## 家族
パイスによると、王には12人の妃がおり、そのうちの3人が最も主要な妃であった。
一人はオリッサ王プラターパルドラの娘トゥッカであり、もう一人はマイソール王チャーマ・ラージャ3世の娘である。最後の妃はチンナ・デーヴィーという女性で、彼女はクリシュナ・デーヴァ・ラーヤが王となる以前から情婦にしていた遊女であり、王となれば必ず迎えると約束していた女性でもあった。
フェルナン・ヌーネスによると、クリシュナ・デーヴァ・ラーヤはチンナ・デーヴィーを非常に愛しており、王に推挙されたのち宮殿をなかなか離れられなくなり、夜な夜な宮殿から彼女の家に向かったのだという。あるとき、王が王宮を抜けその家に入るの偶然サールヴァ・ティンマラサが見つけ、大いに詰り宮殿に連れ戻した。そして、彼ら2人が引き裂くことのできない愛情で結ばれていることを知ると、その結婚を許したのだという。

### 妃
- トゥッカ
- マイソール王の娘
- チンナ・デーヴィー
- ティルマラ・デーヴィー
- アンナプルナ・デーヴィー

など12人

### 子女
- ティルマラ・ラーヤ
- ラーマ・ラーヤの妻となった娘